# Tour de France 2004/9. Etappe
Nach dem Ruhetag führte die neunte Etappe der Tour de France 2004 von Saint-Léonard-de-Noblat nach Guéret über 160,5 km. Dies war die kürzeste der Tour – abgesehen von den Zeitfahren. Das Profil war recht wellig und somit folgten viele Attacken. Diese Etappe ist in der Geschichte der Tour de France bisher (Stand einschl. 2021) die einzige, die im Département Creuse begann oder endete.
Kurz nach dem Start setzten sich acht Fahrer leicht ab. Unter anderem Jens Voigt, Sebastian Lang und das Gelbe Trikot, Thomas Voeckler. Jedoch ließ das 173 Fahrer starke Feld die Gruppe nicht wegkommen, da das Gelbe Trikot in der Gruppe war. Um Kilometer zehn attackierten dann Voigt, Daniel Becke, Unai Etxebarria, Sunderland und Marcos Serrano.
Jedoch wurde auch diese Attacke wieder vom Hauptfeld vereitelt. Danach gab es einen Versuch von Halgand, Perreiro und Peron, denen sich Iban Mayo, Azevedo und Hruska und Richard Virenque anschlossen. Wegen Mayo wurde diese Gruppe jedoch auch wieder gestellt.
Nach vielen kleineren Attacken gelang es endlich dem Spanier Landaluze und dem Italiener Simeoni einen Vorsprung von maximal zehn Minuten herauszufahren. Später versuchte der Niederländer Karsten Kroon zu den beiden aufzuschließen, was ihm jedoch nicht gelingen sollte. Er ließ sich wieder ins Feld zurückfallen.
Der Vorsprung der Spitzengruppe verringerte sich kontinuierlich. Außerdem gab es zum Schluss noch einige Attacken, die jedoch wieder vom Feld vereitelt worden sind. Das Feld konnte die Spitzengruppe auf den letzten 20 Metern noch einholen und Robbie McEwen konnte sich um wenige Millimeter seine zweite Etappe vor Thor Hushovd sichern.

## Zwischensprints

### Zwischensprint 1 inGentioux(55,5 km)
| Erster  | Iñigo Landaluze, 6 P. und 6 s |
| Zweiter | Filippo Simeoni, 4 P. und 4 s |
| Dritter | Robbie McEwen 2 P. und 2 s    |

### Zwischensprint 2 inFelletin(77,5 km)
| Erster  | Filippo Simeoni, 6 P. und 6 s |
| Zweiter | Iñigo Landaluze, 4 P. und 4 s |
| Dritter | Karsten Kroon, 2 P. und 2 s   |

### Zwischensprint 3 inPontarion(116 km)
| Erster  | Filippo Simeoni, 6 P. und 6 s |
| Zweiter | Iñigo Landaluze, 4 P. und 4 s |
| Dritter | Jimmy Casper, 2 P. und 2 s    |

## Bergpreise

### Bergpreis 1
| Côte de la Croix de Mapertuis, Kategorie 4 |                                    |
| Erster                                     | Richard Virenque, 3 Punkte         |
| Zweiter                                    | Iban Mayo, 2 Punkte                |
| Dritter                                    | Igor González de Galdeano, 1 Punkt |

### Bergpreis 2
| Côte d’Aubusson, Kategorie 4 |                           |
| Erster                       | Iñigo Landaluze, 3 Punkte |
| Zweiter                      | Filippo Simeoni, 2 Punkte |
| Dritter                      | Karsten Kroon, 1 Punkt    |